# Морган, Джуниус Спенсер
Джуниус Спенсер Морган (англ. Junius Spencer Morgan; 14 апреля 1813, Холиок, штат Массачусетс — 8 апреля 1890, Монте-Карло, Монако) — американский и британский банкир и финансист. Отец Джона Пирпонта Моргана.

## Биография и бизнес
Джуниус Спенсер Морган, унаследовав от отца Джозефа Моргана значительную сумму, в 1829 году начал деловую карьеру в Хартфорде и Бостоне. В короткий срок приумножил свое состояние. Вскоре становится партнером в торговом доме «J. M. Beebe & Co.», одном из крупнейших в стране импортеров товаров и крупнейшем розничном магазине в Бостоне.
В 1854 году становится партнером в фирме «George Peabody & Co.» и переезжает в Лондон. В 1864 году после выхода на пенсию Джорджа Пибоди руководство фирмой переходит к Джуниусу Спенсеру Моргану, а фирма переименовывается в «J.S. Morgan & Co.». Вернулся в США в 1877 году.
Умер в 1890 году в Монте-Карло от ран, полученных в результате несчастного случая с конным экипажем. Джуниус Спенсер Морган оставил состояние в размере около 10 млн долларов (что составляет в эквиваленте 2017 года более 270 млн долларов).

## Семья
Джуниус Спенсер Морган в 1836 году женился на Джульетте Пьерпонт (1816—1884), дочери поэта, адвоката, торговца Джона Пьерпонта (1785—1866). В этом браке родилось пять детей:
- Джон Пирпонт Морган (1837—1913)
- Сара Спенсер Морган (1839—1896)
- Мэри Лиман Морган (1844—1919)
- Джуниус Спенсер Морган (1846—1850)
- Джульетта Пирпонт Морган (1847—1923)

## Благотворительность
Джуниус Спенсер Морган занимался благотворительностью, он жертвовал деньги городской библиотеке и Тринити-колледжу в Хартфорде.